# St. Urban (Mendhausen)

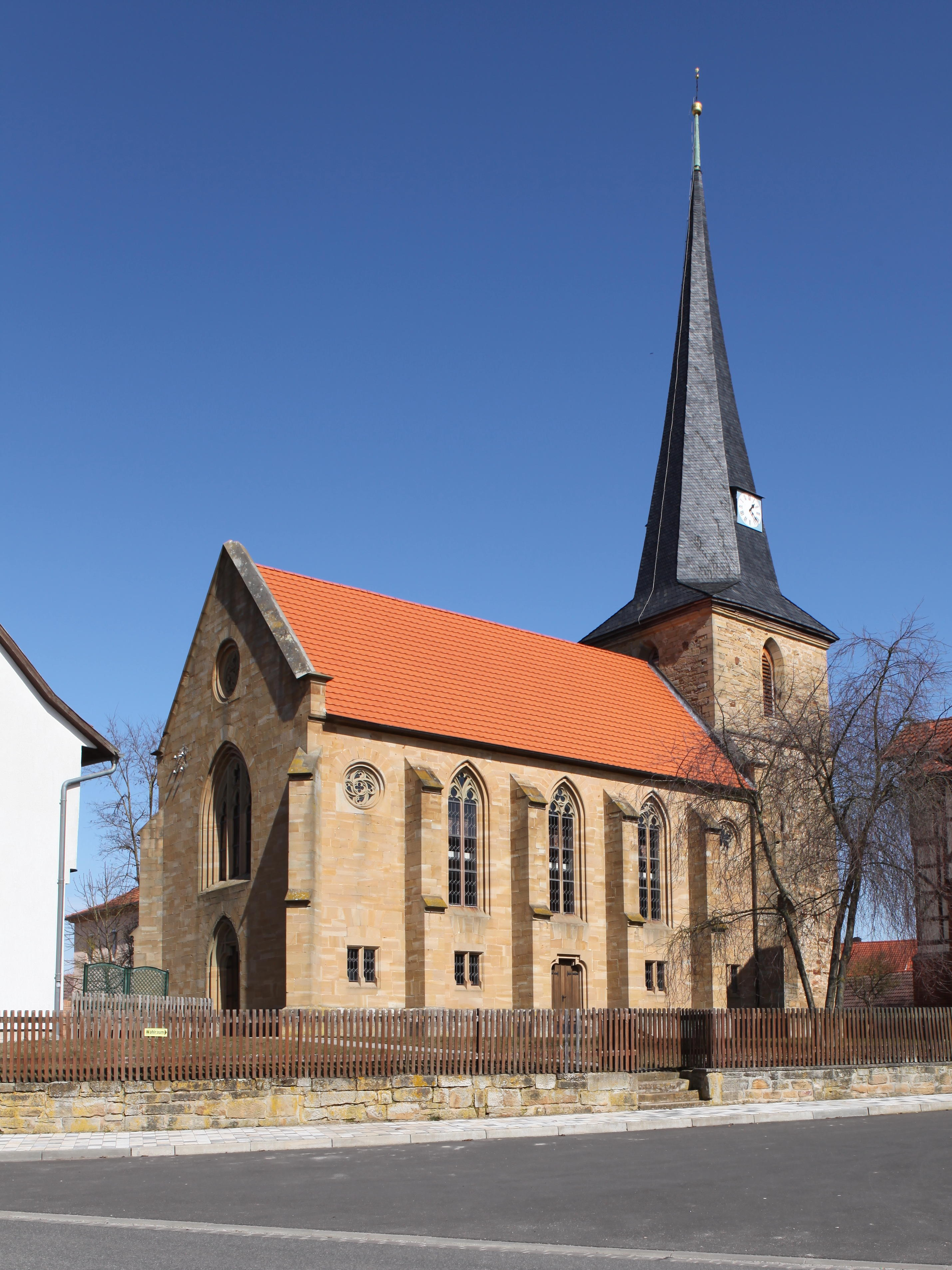
St. Urban

Die denkmalgeschützte evangelisch-lutherische Dorfkirche St. Urban steht im Ortsteil Mendhausen der Kleinstadt Römhild im Landkreis Hildburghausen in Thüringen.

## Geschichte
Mendhausen besaß bereits 1405 eine selbstständige Pfarrei. Demnach gab es schon früher eine Dorfkirche. Sie wurde 1429 erstmals urkundlich erwähnt.

## Beschreibung
Das Langhaus  der Kirche wurde von 1847 bis 1850 von August Wilhelm Döbner neu gebaut. Über die Vorgängerin ist – abgesehen vom Datum der Ersterwähnung – nichts bekannt. Der Innenraum besitzt eine Felderdecke mit christlichen Symbolen. Die Kanzel und der aus dem Jahre 1704 stammende Taufstein sind neugotisch.
Die Orgel wurde 1709 von Nicolaus Seeber aus Römhild geschaffen. Der Altar aus den Jahren 1725/26 steht im Chor mit seinen farbigen Kreuzrippengewölbe und spitzbogigen Bleiglasfenstern. 
Da sich Glockenstuhl und Glocken in einem mangelhaften Zustand befanden, kaufte die Gemeinde 2001 drei neue Bronzeglocken.